# The Circle of Life
The Circle of Life četvrti je studijski album njemačkog power metal sastava Freedom Call. Album je objavljen 21. ožujka 2005. godine, a objavila ga je diskografska kuća Steamhammer.

## Popis pjesama
| 1.    | »Mother Earth«         | 4:31 |
| 2.    | »Carry On«             | 3:30 |
| 3.    | »The Rhythm of Life«   | 3:41 |
| 4.    | »Hunting High and Low« | 4:00 |
| 5.    | »Starlight«            | 3:41 |
| 6.    | »The Gathering«        | 1:24 |
| 7.    | »Kings & Queens«       | 3:48 |
| 8.    | »Hero Nation«          | 4:55 |
| 9.    | »High Enough«          | 5:48 |
| 10.   | »Starchild«            | 5:11 |
| 11.   | »The Eternal Flame«    | 4:25 |
| 12.   | »The Circle of Life«   | 5:56 |
| 50:50 |                        |      |

## Zasluge
Freedom Call
- Chris Bay – vokali, gitara, produkcija, inženjer zvuka
- Dan Zimmermann – bubnjevi, prateći vokali, produkcija
- Ilker Ersin – bas-gitara, prateći vokali
- Cédric "Cede" Dupont – gitara, prateći vokali
- Nils Neumann – klavijature

Dodatni glazbenici
- Mitch Schmitt – zborski vokali
- Oliver Hartmann – zborski vokali
- Janie Dixon – zborski vokali

Ostalo osoblje
- Phillip Colodetti – miksanje, mastering
- Anna Obereigner – omot albuma, dizajn
- Anna Maria Belloni – fotografija
- Dirk Schlächter – inženjer zvuka (bubnjeva)
- Sascha Paeth – miksanje, mastering